# Diluvio universale

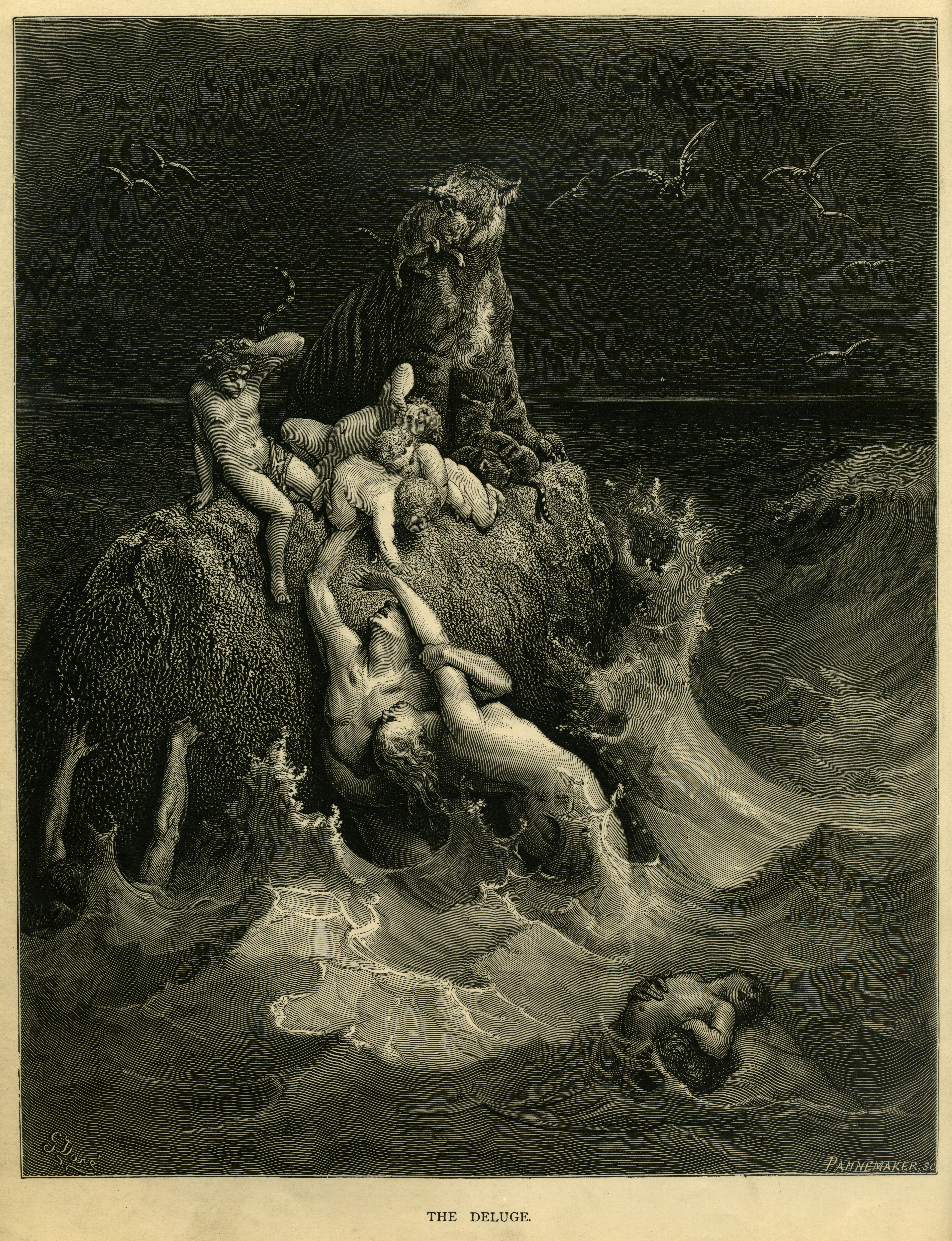
Il Diluvio, illustrazione di Gustave Doré per un'edizione della Bibbia del 1866. L'incisione mostra uomini e una tigre che tentano invano di salvare la loro prole aggrappandosi ad una roccia non ancora sommersa dalle acque.

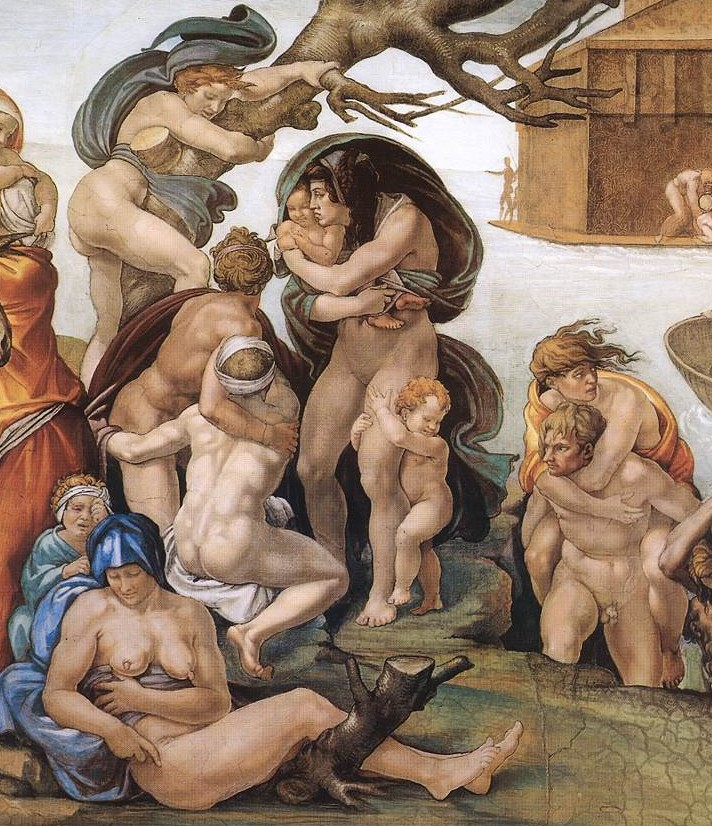
Il Diluvio rappresentato da Michelangelo (1509) nella volta della Cappella Sistina, Roma.

Il diluvio universale (o anche semplicemente il Diluvio) è la storia mitologica di una grande inondazione mandata da dio per distruggere la civiltà come atto di punizione divina. È un tema ricorrente in molte culture, anche se generalmente le più conosciute in tempi moderni sono il racconto biblico dell'arca di Noè, la storia Indù Puranica di Manu, passando per la storia di Deucalione nella mitologia greca e per l'Utnapishtim nell'epopea di Gilgameš della mitologia babilonese.
La diffusione di un simile mitologema in culture molto diverse ha suggerito che possa esistere un fondamento di realtà: un'antica catastrofe, ingigantita e mitizzata, che è giunta fino a noi, dapprima tramite la tradizione orale, poi grazie agli scritti antichi.

## Opinioni e teorie sul Diluvio
In linea generale esistono tre opinioni sul Diluvio:
- Chi ritiene che sia accaduto come viene tramandato dalla propria fede religiosa;
- Chi ritiene che sia solo un mito e non sia mai accaduto;
- Chi ritiene che derivi da uno o più eventi realmente accaduti, successivamente ingigantiti e/o mitizzati.

### Il Diluvio secondo la Bibbia
Il racconto è fornito nel Libro della Genesi, nei capitoli da 6 a 9. Come per altre narrazioni, esistono due versioni con alcune contraddizioni, divergenze linguistiche e stilistiche: una è la tradizione jahvista, che chiama Dio Jahvè e l'altra è la tradizione sacerdotale, che chiama Dio Elohim. Le due tradizioni furono riunite sapientemente in un unico racconto nel V secolo a. C., probabilmente da Esdra.
L'opinione che il racconto biblico del Diluvio descriva un evento reale e che dalla Bibbia si possa risalire approssimativamente alla data reale in cui tale diluvio sarebbe avvenuto è tipica dei creazionisti della terra breve. 
Secondo queste congetture, l'evento sarebbe avvenuto in Mesopotamia e l'Arca sarebbe approdata sul monte Ararat.
La data che si ottiene elaborando la cronologia biblica non è definita con precisione e soprattutto è notevolmente diversa a seconda che si utilizzi il testo ebraico, quello greco o quello samaritano.
La maggior parte dei creazionisti utilizza il testo ebraico, che implica una data del diluvio tra il XXIV e il XXIII secolo a.C. (se la data della creazione viene posta al 4004 a.C., secondo i calcoli del vescovo anglicano Usher, il Diluvio sarebbe iniziato nel 2348 a.C.). Questa data è troppo vicina all'epoca storica e risulta in conflitto con le conoscenze archeologiche sulla storia antica degli Egiziani e dei Sumeri.
Seguendo invece le datazioni proposte dal testo greco della Bibbia dei LXX, la creazione può essere collocata nel VI millennio a.C., e il Diluvio circa nel 3400 a.C.
La scienza medievale credeva che le conchiglie e i molluschi rinvenuti in alta montagna si fossero depositati dopo il ritiro delle acque del Diluvio universale.

### Il Diluvio: solo un mito

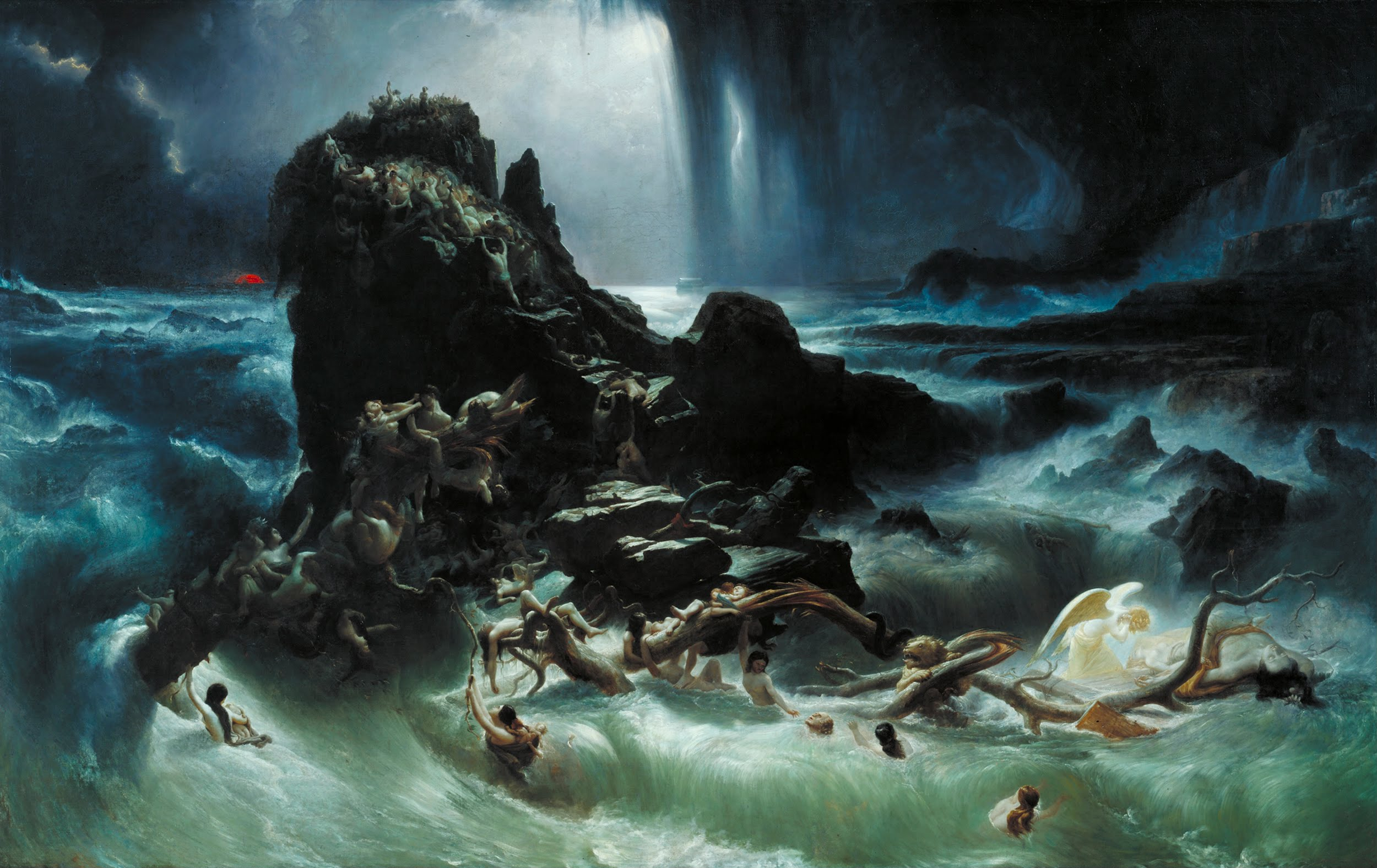
Il Diluvio, di Francis Danby, 1840, Tate Britain, Londra

A partire dall'illuminismo, con la scienza e la filosofia che andavano via via smarcandosi dalla teologia, molti studiosi iniziarono ad interrogarsi sulla verità dei miti che da sempre accompagnavano la cultura umana; tra questi il racconto del diluvio universale.
Il metodo scientifico richiede osservazioni, logica, prove ed esperimenti, e la tesi del Diluvio poteva portare ben pochi riscontri in questi campi. Così, a partire dall'inizio dell'Ottocento, la tesi che il Diluvio fosse solo un mito prese sempre più piede negli ambienti scientifici, mentre la cultura popolare rimase fedele alle narrazioni legate alla propria fede religiosa. La situazione permane sostanzialmente immutata fino ad oggi, "nonostante le goffe e incolte resistenze degli ambienti più conservativi, secondo cui entrambi (ed altri) racconti potrebbero risalire tramite una «memoria» plurimillenaria ad un evento reale da collocarsi nei tempi geologici, si tratta invece di un caso evidente di derivazione letteraria [e] in quanto archetipo mitico, il diluvio universale non può e non deve essere «spiegato» come memoria di una qualche catastrofe preistorica; può e deve essere spiegato come elaborazione di eventi ricorrenti (in questo caso annuali) e parte dell'esperienza comune", come evidenzia lo storico e archeologo Mario Liverani.
Lo storico Bart Ehrman evidenzia anche come un diluvio universale sia "materialmente impossibile: non esiste alcuna testimonianza geologica, anzi, è provato il contrario. È quindi più sensato pensare che questi vari testi abbiano avuto origine in culture radicate in aree soggette periodicamente a inondazioni, alcune delle quali devono essere state così devastanti da ispirare tali miti".
Anche gli esegeti della Bibbia Edizioni Paoline, in merito al diluvio e in specifico a quello descritto nella Bibbia, osservano "alle spalle di questa narrazione ci sono elementi arcaici che rielaborano miticamente una catastrofe mesopotamica divenuta oggetto anche di poemi mitologici orientali come la famosa Epopea di Gilgamesh o il poema di Atrahasis. Questo tragico ricordo si riferiva forse ad una calamità antica e terribile, rimasta per frammenti nella memoria collettiva: qualcosa di collegato al Tigri e all'Eufrate, i due grandi fiumi della regione, fonti di benessere e di tragedia [...] ma con l'improvviso sciogliersi primaverile delle nevi possono invece diventare portatrici di catastrofi. Appunto di fronte ad un'alluvione eccezionale si era elaborata in Mesopotamia la storia epica di un cataclisma universale, provocato, secondo la teologia babilonese, da capricciose divinità decise a sterminare il genere umano".
Con lo sviluppo della psicanalisi, alcuni studiosi si sono cimentati a dare persino qualche interpretazione sul senso di un racconto tanto diffuso, considerato come frutto di una paura primitiva della mente umana, ma queste interpretazioni non sono condivise nemmeno tra i cultori del campo psicanalitico.

### Il Diluvio: un possibile evento veramente accaduto

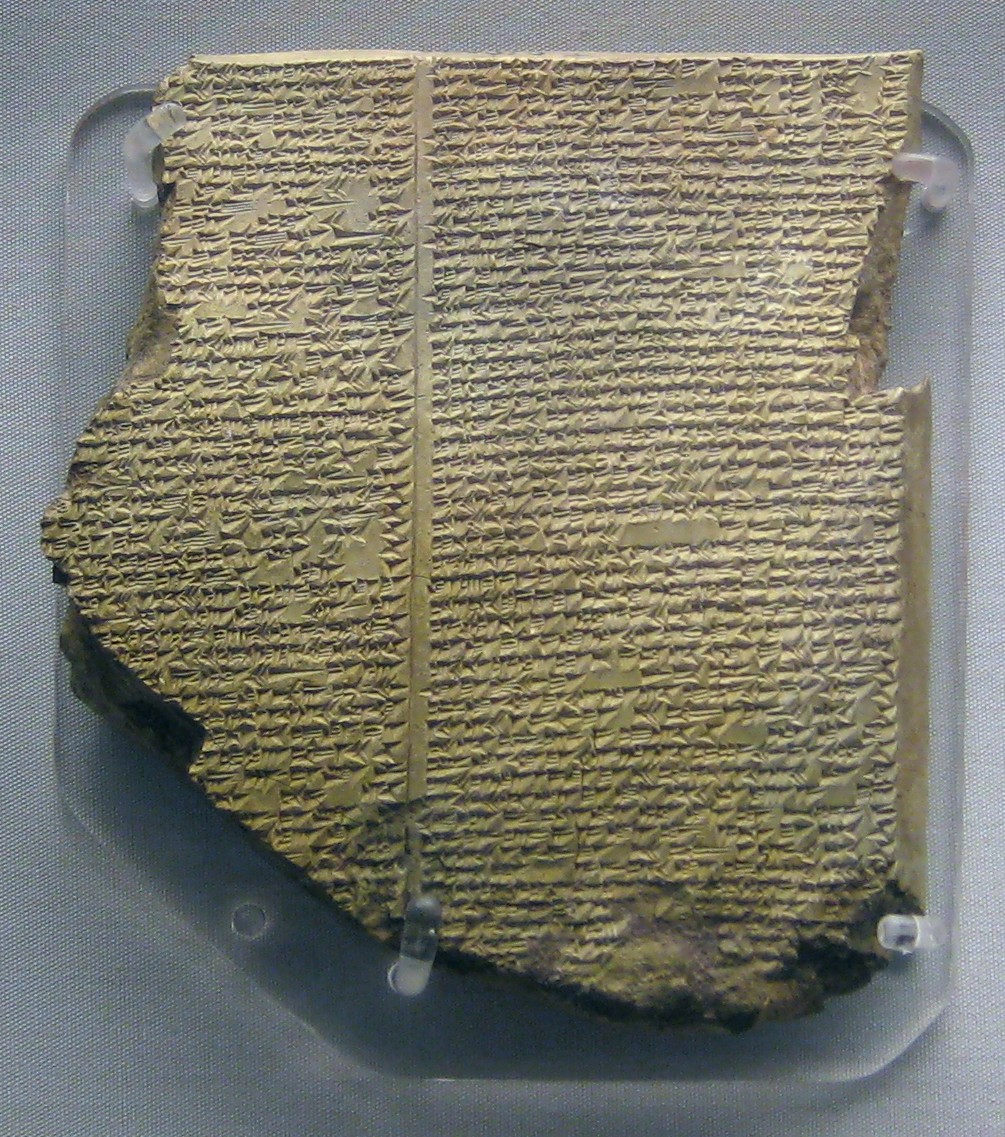
Tavoletta XI in argilla con la storia del Diluvio universale, scritta in caratteri cuneiformi in lingua accadica. British Museum, Londra.

A partire dal 1880, con le prime traduzioni dell'epopea di Gilgameš, il racconto del Diluvio cominciò ad essere rivalutato.
Schliemann aveva da poco scoperto Troia, dimostrando che quello che si riteneva un mito era una realtà storica. L'esistenza di un testo mitologico di una cultura estranea a quella biblica, che descriveva un evento simile a quello del Diluvio, cominciò a far pensare che, anche in questo caso, dietro il presunto mito si nascondesse un nocciolo di realtà storica.
I primi a interessarsi all'argomento furono i fautori delle "tesi teologiche"; ma sulla scia si accodarono anche altri studiosi più "laici", i quali ritenevano che dietro le narrazioni del Diluvio, tramandate dalle antiche popolazioni in forma di racconti mitologici, si nascondesse il ricordo di uno o più eventi realmente accaduti.
In più di un secolo sono state sviluppate tante teorie, volte ad individuare quale possa essere l'evento, o gli eventi, all'origine del racconto del Diluvio. Di seguito ne sono sintetizzate alcune (l'elenco non è esaustivo).

#### Ipotesi dell'alluvione mesopotamica
L'ipotesi che ha avuto maggiori sostenitori nel XX secolo è quella secondo cui, all'origine del mito del Diluvio, vi sia stata un'eccezionale alluvione preistorica nell'area mesopotamica.
Nel periodo post-glaciale la Mesopotamia vantava un clima molto diverso da quello attuale, molto più umido e con maggiori flussi fluviali. Si ipotizza che l'area (già molto antropizzata per la fioritura delle prime culture neolitiche) ad un certo momento della Preistoria sia stata interessata da un'imponente alluvione con un effetto devastante sulla popolazione che viveva in prossimità dei fiumi. Solo chi già disponeva di imbarcazioni abbastanza grandi (e in grado di trasportare provviste) ebbe la possibilità di salvarsi.
L'evento eccezionale, tramandato dai sopravvissuti, sarebbe stato poi ingigantito, mitizzato e inquadrato nella struttura di credenze delle culture successive.

#### Teoria dell'inondazione preistorica del Mar Nero
Nel 1998 William Ryan e Walter Pitman, geologi della Columbia University, pubblicarono le prove che una massiccia inondazione attraverso il Bosforo si verificò intorno al 5600 a.C. Lo scioglimento dei ghiacci in epoca post-glaciale aveva trasformato il Mar Nero e il Mar Caspio in vasti laghi d'acqua dolce, mentre il livello del mare continuava a rimanere basso a livello globale. I laghi d'acqua dolce riversavano le loro acque nel Mar Egeo. Dal momento che i ghiacciai si erano ritirati, i fiumi che si riversavano nel Mar Nero riducevano la loro portata e trovavano nuovi sbocchi verso il Mare del Nord e il livello del Mar Nero tendeva ad abbassarsi a causa dell'evaporazione. Quindi, suggeriscono Ryan e Pitman, intorno al 5600 a.C. il Mediterraneo, il cui livello stava aumentando, alla fine straripò oltre il Bosforo. L'evento avrebbe allagato 155000 km² di territorio e avrebbe ingrandito significativamente le dimensioni del Mar Nero verso nord e ovest.
Nonostante l'agricoltura del Neolitico avesse a quel tempo già raggiunto le pianure della Pannonia, l'autore collega la sua diffusione al trasferimento dei popoli allontanatisi dai territori allagati. La data del disastro, le sue conseguenze sulle popolazioni e la posizione geografica suggeriscono che l'evento potrebbe essere la fonte della narrazione che si trova trascritta nei racconti della Mesopotamia (Epopea di Gilgamesh) e nella Genesi.
Questa ipotesi è supportata da una serie di altri dati che possono sembrare conferme: traccia del livello del mare in un canyon alla destra del Bosforo, sensibili anomalie nella distribuzione di strati di acqua, depositi marini di acqua dolce del livello del mare e ricoperto di torbidità, sedimenti, tracce di sedimenti fossili al di sotto del livello attuale del mare, ecc.
Se si accetta l'ipotesi del rilascio catastrofico di acqua attraverso il Bosforo, si può anche pensarne l'origine in un evento sismico su una falla nel nord dell'Anatolia nella zona della Marmara e dei Dardanelli, una delle regioni più sismicamente attive al mondo. L'analisi dei sedimenti del Mar Nero nel 2004 da parte di un gruppo di ricerca paneuropeo (Assemblage - Noah Project) ha confermato la conclusione di Pitman e Ryan. Inoltre, i calcoli di Mark Siddall avevano previsto un canyon sommerso che venne in seguito trovato.
L'ipotesi di una cascata catastrofica, che interesserebbe comunque un'area limitata, è stata accettata da molti, ma non in modo unanime.

#### Teorie glaciologiche
Le teorie glaciologiche sono accomunate dall'ipotizzare che il diluvio sia avvenuto alla fine dell'ultima glaciazione, risalente a circa diecimila anni fa. Lo scioglimento dei ghiacci in seguito all'aumento della temperatura post-glaciazione avrebbe determinato l'innalzamento del livello dei mari. Eventi catastrofici localizzati potrebbero essere stati determinati anche dall'improvviso straripamento di enormi laghi, la cui esistenza è stata sostenuta dai geologi. Possibili indizi ed eventi da associare alle teorie glaciologiche sono:
- una grossa esondazione tra il Mar Mediterraneo e il Mar Nero tra l'8500 a.C. e il 7150 a.C., dopo l'ultima glaciazione; in conseguenza di ciò, il livello del mare si sarebbe alzato di 155 metri e le onde avrebbero coperto una regione di 150 000 km². Studi fatti sul Monte Carmelo e in Galilea hanno rilevato la sommersione di sei villaggi neolitici. L'archeologo inglese Sean Kingsley, tuttavia, attribuisce il fenomeno ad un'onda anomala localizzata.[8]

#### Eruzione minoica di Thera
Secondo un'altra teoria, il Diluvio sarebbe avvenuto in conseguenza di uno tsunami (1630 a.C.-1600 a.C.) causato dall'eruzione minoica di Thera; sembra però che questa eruzione abbia colpito il Mar Egeo e Creta, non toccando la Grecia.

#### Ipotesi del meteorite
Il Diluvio sarebbe avvenuto in conseguenza alla caduta di un meteorite nell'Oceano Indiano (3000-2800 a.C.), causa di un cratere di 30 km, che avrebbe generato giganteschi tsunami, con l'inondazione di coste e isole. Un'altra ipotesi fa riferimento al presunto cratere corrispondente al lago Umm al Binni, nell'Iraq meridionale, causato probabilmente dalla caduta di un meteorite verso l'inizio della civiltà dei Sumeri, cioè tra il 5000 e il 4000 a.C.
Il presunto impatto sarebbe quindi avvenuto in un periodo storico del quale i discendenti di quelle antiche popolazioni potevano avere memoria, e questo spiegherebbe un riferimento a questa catastrofe presente nell'epopea di Gilgamesh, tanto più che il cratere si troverebbe proprio in una delle aree di nascita della civiltà sumera, circa 100 km a est della città di Ur. Il fatto narrato nel poema, pur essendo un episodio mitologico, farebbe riferimento a una catastrofe realmente avvenuta in quella stessa zona alcuni millenni prima.
In questo caso l'impatto, che avvenne in un luogo a quel tempo sotto il livello del mare o comunque molto vicino alla costa, avrebbe provocato frequenti piogge nella zona per l'evaporazione dell'acqua e forse un enorme maremoto, di cui si sarebbero trovate tracce in un deposito di sedimenti sabbiosi, spesso più di due metri, scoperto proprio a Ur. L'effetto di questo ipotetico maremoto in Mesopotamia sarebbe effettivamente paragonabile a quello del diluvio universale, mentre è possibile supporre che le piogge abbiano portato prosperità e fertilità del terreno anche in una zona come quella del vicino deserto Arabico.

## Il racconto del Diluvio in varie culture

### Europa

#### Scandinavia
Nella mitologia norrena esistono due diluvi separati. Secondo l'Edda in prosa di Snorri Sturluson, il primo si ebbe all'alba dei tempi, prima che il mondo fosse creato. Ymir, il primo gigante, venne ucciso dal dio Odino e dai suoi fratelli Víli e Vé, e quando Ymir morì, perse così tanto sangue dalle sue ferite che fece affogare quasi l'intera razza di giganti, con l'eccezione del gigante di brina Bergelmir e di sua moglie. Essi scapparono su una nave e sopravvissero, divenendo i progenitori di una nuova razza di giganti. Il corpo di Ymir venne usato per formare la terra mentre il suo sangue divenne il mare.
Il secondo diluvio, nella linea temporale della mitologia norrena, è destinato ad accadere nel futuro durante il Ragnarǫk, la battaglia finale tra gli dei e i giganti. Durante questo evento apocalittico, Jormungandr, il grande serpente marino che giace nelle profondità del mare circostante Miðgarðr, il regno dei mortali, salirà dagli abissi marini e si unirà al conflitto; questo causerà un'alluvione catastrofica che sommergerà la Terra. Tuttavia, dopo il Ragnarök la Terra rinascerà, e comincerà una nuova era per l'umanità.

#### Irlanda
Secondo il Lebor Gabála Érenn, un libro che racconta la mitologia irlandese, i primi abitanti dell'Irlanda, guidati dalla nipote di Noè, Cessair, vennero quasi tutti spazzati via da un'inondazione quaranta giorni dopo aver raggiunto l'isola; si salvò soltanto una persona. Più avanti, dopo che il popolo di Partholón e Nemed ebbe raggiunto l'isola, ci fu un altro diluvio che uccise tutti gli abitanti tranne una trentina, che si sparsero per il mondo. Dato che i primi a scriverne la storia furono monaci cattolici (prima era tramandata oralmente), è possibile che i riferimenti a Noè siano stati inseriti nella storia, nel tentativo di cristianizzare il paese.

#### Grecia

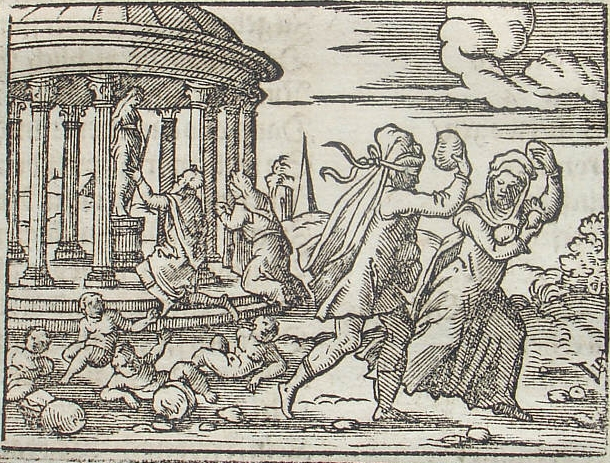
Deucalione e Pirra in un'incisione di Virgil Solis.

Deucalione e Pirra, rispettivamente figli di Prometeo ed Epimeteo, erano due anziani coniugi senza figli, scelti per salvarsi dal diluvio che sarebbe caduto sulla Terra e quindi per far rinascere l'umanità. Su ciò che avviene dopo il diluvio esistono due versioni, che comunque portano allo stesso epilogo. Secondo la versione di Igino nelle Fabulae (153) i due coniugi hanno, come premio per la loro virtù, diritto a un desiderio, ed essi chiedono di avere con loro altre persone; Zeus consiglia allora ai due superstiti di gettare pietre dietro la loro schiena, e queste non appena toccano terra si mutano in persone, in uomini quelle scagliate da Deucalione, in donne quelle scagliate da Pirra. Invece, secondo il racconto di Ovidio (Le metamorfosi I, vv. 347-415), l'idea di gettare pietre deriva da una profezia dell'oracolo di Temi, che indicava ai due di lanciare dietro di loro le ossa della loro madre: essi comprendono allora che l'oracolo si riferisce alla Terra (ricordiamo che entrambi sono figli di titani), ed essi agiscono di conseguenza. Il mito è spesso collocato nell'Epiro, sull'Etna o in Tessaglia.

### Medio-Oriente

#### Mesopotamia
Il racconto biblico dell'Arca di Noè presenta delle somiglianze con l'analogo mito babilonese descritto nell'epopea di Gilgamesh, che narra di un antico re sumero di nome Utanapishtim che fu aiutato dal dio della giustizia e della saggezza, Enki o Ea, a costruire un'imbarcazione, nella quale avrebbe potuto salvarsi dal diluvio inviato da Enlil. La più antica versione dell'epopea di Atraḫasis (di origine sumera) è stata datata all'epoca del regno del pronipote di Hammurabi, Ammi-saduqa, tra il 1646 a.C. e il 1626 a.C., e ha continuato ad essere riproposta fino al primo millennio a.C.
La leggenda di Ziusudra, a giudicare dalla scrittura, potrebbe risalire alla fine del XVI secolo a.C., mentre la storia di Utnapishtim, che ci è nota grazie a manoscritti del primo millennio a.C., è probabilmente una variazione dell'epopea di Atraḫasis di origine sumera.
Le varie leggende mesopotamiche sul Diluvio hanno conosciuto una notevole longevità, tanto che alcune di esse sono state trasmesse fino al III secolo a.C.
Gli archeologi hanno trovato un considerevole numero di testi originali in lingua sumera, accadica e assira, redatti in caratteri cuneiformi su tavolette di creta. La ricerca di nuove tavolette prosegue, come la traduzione di quelle già scoperte.
Secondo un'ipotesi scientifica, l'evidente parentela tra la tradizione mesopotamica e quella biblica potrebbe avere come radice comune la rapida salita delle acque nel bacino del Mar Nero, oltre sette millenni fa, a causa della rottura della diga naturale costituita dallo stretto del Bosforo.
- L'epopea di Atraḫasis, scritta in accadico (la lingua dell'antica Babilonia), racconta come il dio Enki ingiunge all'eroe di Shuruppak di smantellare la propria casa, fatta di canne, e di costruire un battello per sfuggire al Diluvio che il dio Enlil, infastidito dal rumore delle città, intende mandare per sradicare l'umanità.
Il battello deve disporre di un tetto "simile a quello di Apsû[Nota 3]" (l'oceano sotterraneo di acqua dolce di cui Enki è signore), di un ponte inferiore e di uno superiore, e deve essere impermeabilizzato con bitume.
Athrasis sale a bordo con la sua famiglia e i suoi animali, e ne sigilla l'entrata.
La tempesta e il Diluvio cominciano, "i cadaveri riempiono il fiume come libellule", e anche gli dèi si spaventano.
Dopo sette giorni il diluvio cessa, e Athrasis offre dei sacrifici. Enlil è furioso, ma Enki lo sfida apertamente, dichiarando di essersi impegnato alla preservazione della vita. Le due divinità si accordano infine su misure diverse, per regolare la popolazione umana.
Della storia esiste anche un'altra versione assira più tarda.
- La leggenda di Ziusudra[11], scritta in sumero, è stata ritrovata nei frammenti di una tavoletta di Eridu. Essa narra di come lo stesso dio Enki avvertì Ziusudra, («egli ha visto la vita», in riferimento al dono di immortalità che gli fu concesso dagli dei), re di Shuruppak, della decisione degli dei di distruggere l'umanità ad opera di un diluvio, il passaggio con la spiegazione di questa decisione è andato perduto. Enki incarica allora Ziusudra di costruire una grande nave, ma le istruzioni precise sono andate anch'esse perdute. Dopo un diluvio di sette giorni, Ziusudra procede ai sacrifici richiesti e si prostra poi di fronte ad An, il dio del cielo, ed Enlil, il capo degli dei. Riceve in cambio la vita eterna a Dilmun, l'Eden sumero[12].

L'epopea babilonese di Gilgamesh racconta le avventure di Utanapishtim (in realtà una traduzione di «Ziusudra» in accadico), originario di Shuruppak. Ellil (equivalente di Enlil), signore degli dei, vuole distruggere l'umanità con un diluvio. Il dio Ea (equivalente di Enki) consiglia ad Uta-Napishtim di distruggere la sua casa di canne e di utilizzarne il materiale per costruire un'arca, che deve caricare con oro, argento, e la semenza di tutte le creature viventi e anche di tutti i suoi artigiani. Dopo una tempesta durata sette giorni ed altri dodici giorni passati alla deriva sulle acque, l'imbarcazione si arena sul monte Nizir, che è presumibilmente la montagna conosciuta oggi come Pir Omar Gudrun (2743 m. d'altitudine), vicino alla città di Sulaymaniyah nel Kurdistan iracheno. Il nome può significare "Monte della salvezza". Dopo altri sette giorni Uta-Napishtim manda fuori una colomba, che ritorna, poi una rondine, che torna indietro anch'essa. Il corvo, alla fine, non ritorna. Allora Uta-Napishtim fa sacrifici agli dei a gruppi di sette. Quelli sentono il profumo del grasso arrosto e affluiscono "come le mosche". Ellil è infuriato che gli umani siano sopravvissuti, ma Ea lo rimprovera: "Come hai potuto mandare un diluvio in questo modo, senza riflettere? Lascia che il peccato riposi sul peccatore, e il misfatto sul malfattore. Fermati, non lasciare che accada ed abbi pietà [che gli uomini non periscano]". Uta-Napishtim e sua moglie ricevono allora il dono dell'immortalità, e se ne vanno ad abitare "lontano, alla foce dei fiumi".
Nel III secolo a.C. Berosso, gran sacerdote del tempio di Marduk a Babilonia, redasse in greco una storia della Mesopotamia (Babyloniaka) per Antioco I, che regnò dal 323 a.C. al 261 a.C. L'opera è andata perduta, ma lo storico cristiano Eusebio di Cesarea, all'inizio del IV secolo, ne trasse la leggenda di Xisuthrus, una versione greca di Ziusudra ampiamente simile al testo originale. Eusebio riteneva che l'imbarcazione fosse ancora visibile "sui monti corcirii [sic] d'Armenia; e la gente gratta il bitume con il quale essa era stata rivestita all'esterno per utilizzarlo come antidoto o amuleto."

### Antico Egitto
Ra, il dio solare degli Egizi, mandò la dea leonessa Sekhmet a punire l'umanità per il suo eccessivo inorgoglimento. Per evitare che la feroce divinità completasse lo sterminio, Ra sommerse la Terra di birra mista a ocra rossa: Sekhmet, scambiandola per sangue, se ne ubriacò e mise fine al massacro.

#### Bibbia

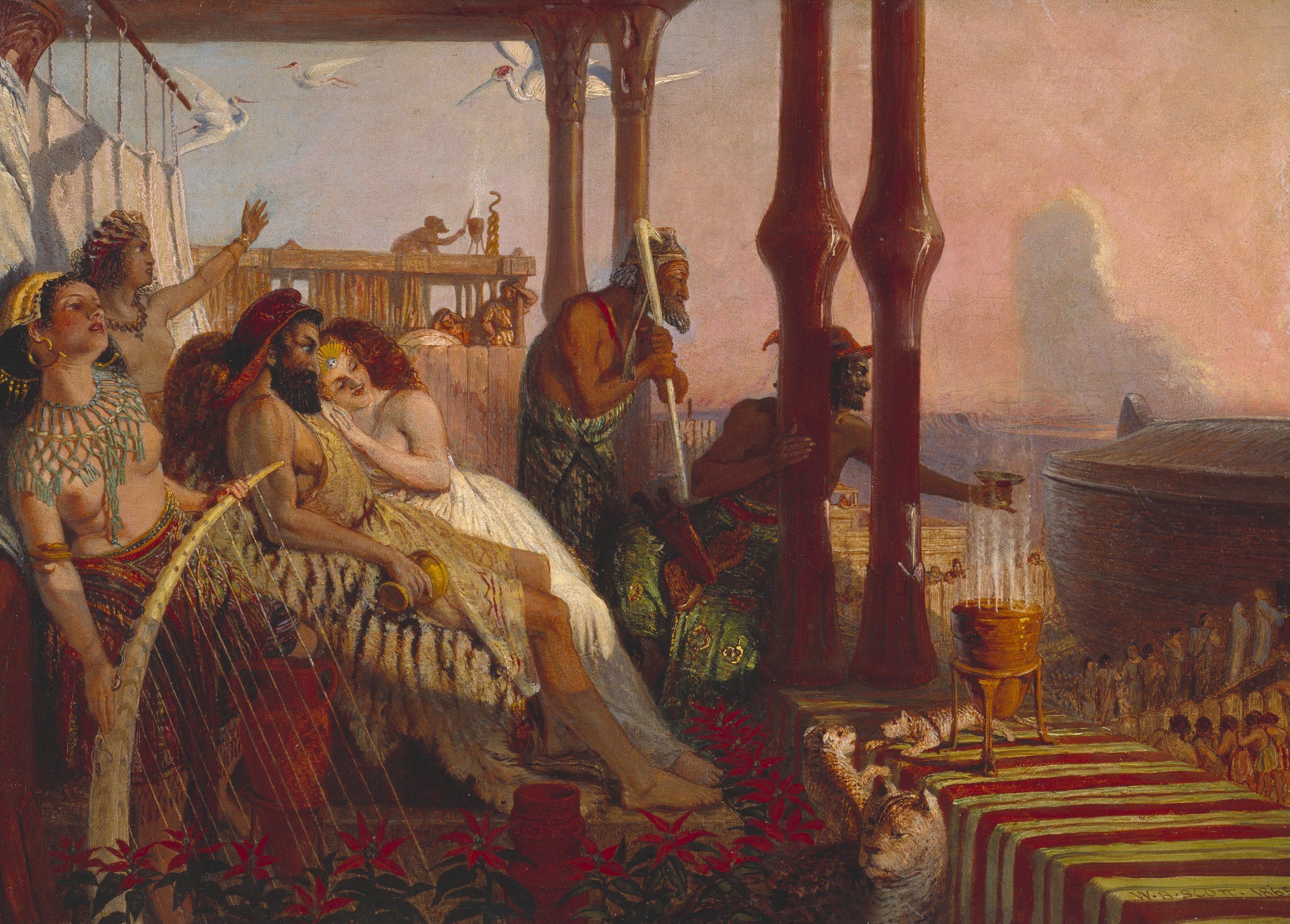
L'inizio del diluvio universale (l'arca sulla destra), nella rappresentazione di William Bell Scott.

Il protagonista del racconto biblico, che occupa il settimo e l'ottavo capitolo della Genesi, è Noè. Incaricato da Dio di costruire un'arca per raccogliere tutti gli animali terrestri, all'inizio della catastrofe si rifugia all'interno dell'imbarcazione con la moglie, i figli e le loro mogli. Per quaranta giorni e quaranta notti la tempesta ricopre la superficie terrestre, fin sopra a tutte le montagne più alte; dopo quaranta giorni Dio fa cessare vento e pioggia e le acque cominciano a ritirarsi dopo centocinquanta giorni. L'arca - sempre secondo il racconto biblico - si arena sul monte Ararat. Noè decide quindi di lasciare andare un corvo per capire se le acque si sono abbassate completamente. L'uccello però non fa più ritorno, così decide di impiegare una colomba. La prima volta torna indietro perché non trova una superficie dove posarsi; al secondo tentativo fa ritorno portando un ramo d'ulivo nel becco, a significare che la terra è nuovamente visibile; la terza volta la colomba non torna, e Dio ordina a Noè di scendere dall'arca mentre nel cielo appare uno sfolgorante arcobaleno, segno della nuova alleanza tra Dio e gli uomini.
Secondo alcuni critici, in merito al succedersi degli eventi narrati, andrebbe considerato come il racconto biblico sia "frutto dell'intarsio tra due tradizioni, quella jahvista [J] molto vivace e quella Sacerdotale [P] più rigorosa ma anche più fredda. Questo innesto è venato qua e là da incongruenze"; ad esempio, come evidenziano gli esegeti dell'interconfessionale Bibbia TOB, "secondo la narrazione «sacerdotale», il Diluvio durò un anno e dieci giorni (un intero anno secondo la versione greca); secondo quella «jahvista», sarebbe invece durato solo quaranta giorni, preceduto da una settimana e seguito da altre tre"; inoltre, "per P le acque sopra e sotto la terra,  rinchiuse là all'inizio (1,6-10), fecero irruzione sulla terra (7,11), mentre in J le acque del diluvio furono le piogge ininterrotte per 40 giorni e notti (7,12)"; anche in merito al numero degli animali portati sull'arca vi sono due versioni contrastanti in quanto "per P, tutta la creazione è buona (Gen, 1) e le distinzioni tra puro e impuro saranno date solo al Sinai. Quindi Noè prende due di ogni animale «secondo la sua specie» [...] mentre in J Noè prende sette paia di animali puri e due animali impuri".

#### Tradizione ebraica midrashica
Precedentemente al diluvio universale, un terzo dell'umanità perse la vita in un'altra alluvione.
Una delle cause principali della punizione fu il peccato di molti animali accoppiatisi tra loro anche se di specie differente a cui si riferisce il versetto: ...e la Terra era corrotta. Infatti, imitando i peccatori, anche il cane peccava unendosi con i lupo ed il gallo con l'anatra; un altro grave peccato fu la perdita sulla terra del seme maschile. I peccati furono l'idolatria, l'omicidio, l'immoralità ed infine il furto, infatti anche i giudici erano corrotti, non rispettando le leggi e i tribunali (Bereshit Rabbah).
Tra gli animali rimasti vivi non vi furono animali ibridi, inoltre i pesci non vennero puniti perché rimasti "innocenti".
Longanime, Dio attese molto la Teshuvah di quella generazione, prima di punire con il Diluvio, persino concedendo dei giorni di grande bellezza perché rinsavissero e si pentissero ma questo non avvenne: furono soprattutto nel periodo di lutto per la morte di Matusalemme a cui Dio volle dare onore e per cui attese ancora.
Inoltre, prima di esso, tutte le montagne erano ricoperte di alberi e vegetazione.
Le acque sgorgarono anche dalle riserve sotterranee e, mischiatesi persino al Ghehinnom, esse sciolsero la carne dei peccatori per l'enorme calore delle stesse e bruciarono anche le loro ossa; inizialmente essi cercarono di impedire che l'acqua fuoriuscisse dalle fonti ponendo i loro figli come ostacolo, essi non si pentirono neanche durante l'ultimo momento in cui stava per manifestarsi la giustizia divina: furono tanto sfacciati ed iniqui da dire a Noè che l'acqua non sarebbe giunta nemmeno al loro collo e che ne avrebbero fermato la fuoriuscita con i loro talloni.
La tradizione spiega che essi non risusciteranno durante l'era messianica nemmeno per ricevere la punizione della vergogna.
Dio mantenne tre fonti d'acqua calda zampillante come ricordo: una è in Tiberiade (Bereshit Rabbah 33, 4; Matanot Kehunà).
Le fonti di quanto sopraccitato sono tratte dal testo "Il Midrash racconta. Libro Bereshit. Parte I" edito da Mamash.

#### Islam
Il Corano racconta una storia simile a quella ebraico-cristiana del Diluvio della Genesi. Le maggiori differenze sono che solo Noè e pochi seguaci laici entrarono nell'arca. Il figlio di Noè (uno dei quattro) e sua moglie rifiutarono di entrare nell'arca pensando di poter affrontare il Diluvio da soli. L'arca coranica si posò poi sul monte Judi, tradizionalmente identificato con una montagna vicino Mosul nell'odierno Iraq; il nome pare derivi dal nome locale del popolo curdo del luogo, anche se questo non è certo.
Ben diversa invece la storia del crollo della diga di Ma'rib in Yemen e la susseguente inondazione (sayl al-ʿarīm), di cui parla lo stesso Corano, che avrebbe innescato mutamenti profondi nel tessuto antropico dell'Arabia, col mescolamento delle tribù arabe settentrionali e meridionali.

### Asia

#### India
Il racconto del Diluvio è presente nel Śatapatha Brāhmaṇa (I, 8, 1). Manu incontra un pesce mitico nell'acqua che gli era stata portata per lavarsi. Esso gli promette di salvarlo se egli, a sua volta, lo salverà. Manu conserva il pesce in un vaso, poi lo porta al mare. Si costruisce un battello e, nell'anno predetto dal pesce, avviene il diluvio. Il pesce nuota verso il battello di Manu e aggancia il suo corno all'imbarcazione conducendola fino alla montagna del nord. Manu è l'unico essere umano sopravvissuto. Pratica l'ascesi e compie un sacrificio dal quale, dopo un anno, nasce una femmina e da lei "egli procreò questa posterità, che è la posterità di Manu" (op. cit.).
Nella versione riportata nel Bhāgavata Purāṇa (VIII, 24, 7 e segg.) il Diluvio sopraggiunge durante il sonno di Brahmā. Anche qui la rivelazione degli eventi spetta ad un pesce che poi diventerà lungo un milione di miglia. Per miracolo l'arca della salvezza è concessa al re e al capo dei sacerdoti.
Il pesce mitico è un avatāra di Visnù.

#### Isole Andamane
Nelle leggende delle tribù aborigene che abitarono le Isole Andamane, le persone divennero remissive ai comandi dati loro. Puluga, il dio creatore, cessò di far visita a loro e senza avvertimenti mandò una devastante inondazione. Solo quattro persone sopravvissero: due uomini, Loralola e Poilola, e due donne, Kalola e Rimalola, che ebbero la fortuna di trovarsi su canoe. Quando scesero a terra scoprirono di aver perso il fuoco, e tutti gli esseri viventi erano morti. Puluga allora ricreò gli animali e le piante, ma non diede loro ulteriori istruzioni, e non restituì loro il fuoco.

#### Cina
Esistono molte fonti di leggendarie alluvioni nell'antica letteratura cinese. Alcune appaiono come un diluvio mondiale, ma molte versioni vengono riportate come inondazioni locali. Un certo numero di esse ha come tema l'alluvione causata da dèi ostili; altre sono basate su eventi storici.
- Shu Jing, o Libro della Storia, probabilmente scritto attorno al 500 a.C. o prima, inizia con l'Imperatore Yao mentre affronta il problema delle acque alluvionali che hanno "raggiunto i cieli". Questo è il contesto per l'intervento del famoso Da Yu, che riuscì con successo a controllare le acque e fondò poi la prima dinastia cinese.[19] La traduzione dell'edizione del 1904 datò il Diluvio cinese al 2348 a.C. circa, calcolando che questo fu lo stesso anno del Diluvio biblico secondo alcuni studiosi[20].
- Shan Hai Jing,  Il Classico delle Montagne e dei Mari, si conclude con il regnante cinese Da Yu che spende dieci anni a controllare un Diluvio le cui acque alluvionali avevano raggiunto il cielo.[Nota 8]
- Chu Ci, il Liezi, Huainanzi, Shuowen Jiezi, Siku Quanshu, Songsi Dashu, e altri libri, come pure molte leggende popolari, contengono tutti riferimenti a una donna di nome Nüwa. Nüwa riparò i cieli dopo la grande alluvione o calamità, e ripopolò il mondo con le persone. Esistono molte versioni di questa leggenda.

Le antiche civiltà cinesi concentrate attorno al Fiume Giallo, vicino alla odierna Xian, credevano che le alluvioni del fiume fossero causate da draghi (rappresentanti dèi) che vivevano nel fiume, quando si arrabbiavano per gli errori commessi dagli uomini.

#### Indonesia
Nelle tradizioni del popolo Batak, stanziato nell'odierna Sumatra, la Terra poggiava su un enorme serpente chiamato Nāga-Padoha, che un giorno, stanco del pesante fardello, scaricò la Terra in mare. Il dio Batara-Guru sostituì il serpente con una montagna per salvare la propria figlia, che divenne la capostipite della razza umana. La Terra successivamente venne rimessa sulla testa del serpente.

#### Indocina
Secondo la leggenda di Khun Borom, fondatore delle stirpi tai, le trasgressioni degli esseri umani furono punite dal Re degli Spiriti Celesti Phya Theng con una devastante alluvione. I sopravvissuti raggiunsero il Cielo a bordo di un'imbarcazione galleggiante e ottennero il perdono da Phya Theng. Tornati sulla terra si moltiplicarono generando il caos e Phya Theng inviò il figlio Khun Borom a civilizzarli.
Si venne a creare una razza superiore che si suddivise in diversi gruppi etnici, tra cui i principali furono i siamesi nell'odierna Thailandia Centrale, i laotiani nel Laos e nella Thailandia del Nordest, i lanna nella Thailandia del Nord, gli shan in Birmania e i dai nel sud della provincia cinese dello Yunnan e nel Vietnam del Nord.

#### Malesia

##### Mito del Jakun
Secondo gli antichi abitanti della regione del Jakun, la Terra era solo una sottile crosta su un abisso d'acqua. Il dio Pirman spezzò la crosta, inondando e distruggendo il mondo. In precedenza, Pirman aveva creato un uomo e una donna e li aveva messi in salvo su un'imbarcazione coperta di legno di pulai. Quando la nave finalmente si fermò, la coppia si ritrovò su una terra smisurata. Il sole non era ancora stato creato e quando si fece la luce, videro sette arbusti di rododendro e sette ciuffi d'erba sambau. La donna concepì un maschio che nacque dal polpaccio destro e una femmina da quello sinistro, dai quali sarebbe discesa tutta l'umanità.

##### Mito del Kelantan
Per celebrare una circoncisione venne organizzata una festa durante la quale si svolsero dei combattimenti tra animali. Mentre si effettuava l'ultimo scontro, tra cani e gatti, una grande inondazione arrivò dalle montagne, da cui si salvarono solo alcuni servitori che erano stati mandati sulle colline a raccogliere legna da ardere. Subito dopo il sole, la luna, e le stelle si estinsero. Quando la luce tornò, non esisteva più la terra, e tutte le dimore degli uomini erano state distrutte.

##### Mito dei Temuan
Secondo la leggenda dei Temuan, i peccati degli abitanti di una delle diciotto tribù Orang Asli della penisola malese, fecero arrabbiare gli dèi e gli antenati, che li punirono con un'alluvione, il celau (tempesta della punizione). Solo due persone della tribù Temuan, Mamak e Inak Bungsuk, sopravvissero al diluvio scalando un albero sulla Gunung Raja (Montagna Reale), che divenne il luogo di nascita e la casa ancestrale della tribù Temuan.

### Oceania

#### Australia
Secondo alcuni aborigeni australiani, durante l'era dei sogni una gigantesca rana bevve tutta l'acqua del mondo dando inizio a una grande siccità. L'unica maniera per far terminare la siccità era quella di farla ridere. Dopo che ci avevano provato tutti gli animali australiani, ci riuscì un'anguilla. La rana si svegliò, cominciò a tremare, la sua faccia si rilassò, e alla fine scoppiò in una risata che risuonò come un tuono. L'acqua eruppe dalla sua bocca in un'enorme inondazione che riempì tutti i fiumi e ricoprì la Terra. Solo le montagne più alte erano visibili, come isole in mezzo al mare. Molti uomini e animali annegarono. I pellicani all'epoca erano completamente neri, mutarono il colore usando argilla bianca e passarono da isola in isola in una grande canoa, a salvare altri animali neri. Da quei tempi, il pellicano è bianco e nero in ricordo della grande alluvione.

#### Nuova Zelanda
Secondo la tradizione dei Ngati Porou, una tribù maori della costa est della Nuova Zelanda, Ruatapu si arrabbiò quando il padre Uenuku elevò il fratello minore Kahutia-te-rangi a un rango più alto del suo. Ruatapu invitò Kahutia-te-rangi e un grande numero di giovani di alto rango nella sua canoa e li portò in mare dove li annegò. Egli chiamò gli dèi del mare e li inviò a distruggere la Terra con un'inondazione. Mentre lottava per non annegare, Kahutia-te-rangi invocò delle megattere (paikea in Maori) per portarlo in salvo. Fu l'unico sopravvissuto del diluvio e prese il nome Paikea.

#### Polinesia
Diverse storie di alluvioni e diluvi si sono tramandate nella tradizione orale dei polinesiani, anche se nessuno di essi raggiunge le proporzioni del Diluvio biblico.
Gli abitanti di Ra'iatea narrano che i due amici Te-aho-aroa e Ro'o stavano pescando e accidentalmente svegliarono il Dio dell'oceano Ruahatu con i loro ami da pesca. Arrabbiato, il Dio disse loro che avrebbe fatto scomparire Ra'iatea sotto il mare. Te-aho-aroa e Ro'o chiesero perdono, e Ruahatu li avvertì che l'unico modo per salvarsi era quello di portare le loro famiglie sull'isolotto di Toamarama. Questi così fecero, e durante la notte l'isola scivolò sotto l'oceano e riaffiorò il mattino successivo. Nessuno sopravvisse ad eccezione delle due famiglie, che eressero sacri marae (templi) dedicati al Dio Ruahatu.
Una leggenda simile è presente a Tahiti, secondo cui l'intera isola affondò nell'oceano ad eccezione del monte Pitohiti, dove una coppia di esseri umani riuscì a fuggire con i propri animali e a sopravvivere.
Nelle Hawaii, Nu'u e Lili-noe sopravvissero ad un'inondazione rifugiandosi sulla cima del Mauna Kea. Nu'u fece sacrifici alla luna, alla quale aveva erroneamente attribuito la sua salvezza. Kane, il Dio creatore, discese sulla Terra su un arcobaleno, spiegò a Nu'u il suo errore, e accettò il suo sacrificio.
Nelle Isole Marchesi, il dio della guerra Tu si rattristò per i rimproveri ricevuti dalla sorella Hii-hia. Le sue lacrime passarono attraverso il cielo fino al mondo di sotto e crearono un torrente di pioggia che portò via tutto sul suo cammino. Solo sei persone sopravvissero.

### America

#### Mi'kmaq
Nella mitologia Mi'kmaq, il male e la cattiveria tra gli uomini crebbero al punto che essi cominciarono a uccidersi tra di loro. Questo causò un grande dispiacere al dio-creatore-sole, che pianse lacrime che divennero pioggia, sufficienti a creare un Diluvio. Le persone tentarono di salvarsi salendo su canoe di corteccia, ma solo un uomo vecchio e una donna sopravvissero e popolarono la Terra.

#### Hawaii
Secondo la mitologia hawaiana gli dèi fecero venire un grande diluvio e solo Nu'u si salvò costruendo una grande nave dove furono ospitati tutti gli animali.

#### Caddo
Nella mitologia Caddo, quattro mostri crebbero in altezza e potenza fino a che non raggiunsero il cielo. A quel tempo, un uomo udì una voce che gli ordinò di piantare una canna vuota. Egli così fece, e la canna crebbe alta molto in fretta. L'uomo entrò nella pianta con sua moglie e una coppia di tutti gli animali buoni. Le acque si alzarono, e coprirono tutto tranne la cima della canna e le teste dei mostri. Una tartaruga quindi uccise i mostri, le acque si placarono e i venti asciugarono la Terra.

#### Hopi
Nella mitologia Hopi, le persone disobbedirono molte volte al loro creatore Sotuknang. Egli distrusse il mondo la prima volta col fuoco, poi col gelo, e lo ricreò entrambe le volte per le persone che ancora seguivano le sue leggi, che sopravvissero nascondendosi sottoterra. Quando le persone divennero corrotte e bellicose per la terza volta, Sotuknang li portò dalla Donna Ragno, ed ella tagliò canne giganti e riparò le persone nelle cavità dei gambi. Sotuknang quindi causò una grande inondazione, e le persone galleggiarono sulle acque nelle loro canne. Le canne quindi si posarono su un piccolo pezzo di terra, e le persone emersero, con tanto cibo quanto ne avevano all'inizio. Le persone viaggiarono con le loro canoe, guidati dalla loro saggezza interiore (che si dice derivò da Sotuknang). Viaggiarono verso nord-est, passando per isole sempre più grandi, fino a che non raggiunsero il Quarto Mondo. Quando raggiunsero il Quarto Mondo, le isole si inabissarono nell'oceano.

#### Azteca
Nel manoscritto azteco chiamato Codice Borgia (Codice Vaticano), si racconta della storia del mondo diviso in età, l'ultima terminò con un grande Diluvio per mano della dea Chalchitlicue.

#### Inca
Nella mitologia inca, Viracocha distrusse i giganti con una grande inondazione, da cui si salvarono soltanto due persone, all'interno di caverne sigillate, che poi ripopolarono la Terra..

#### Maya
Nella mitologia del popolo maya-quiché (e nel Popol Vuh) si parla di un Gran Diluvio di pioggia nera, inviato dal dio Haracan per distruggere gli uomini di legno..

#### Mapuche
Nella mitologia Mapuche, la leggenda di Trenten Vilu e Caicai Vilu racconta che una battaglia tra due mitici serpenti provocò una grande inondazione; e successivamente creò il mondo così come lo conosciamo.

#### Muisca
Nella mitologia Muisca, il dio Chibchacún causò l'inondazione dell'altopiano di Bogotá. Il dio superiore Bochica ritornò dal suo esilio volontario, cavalcando un arcobaleno, e asciugò la pianura aprendo la cascata del Tequendama con un colpo del suo bastone sulle rocce. Quindi punì Chibchacún obbligandolo a portare la terra sulle sue spalle. Ogni volta che si scrolla le spalle causa un terremoto.

#### Lenape
I Lenape nei loro mito delle origini si consideravano i sopravvissuti ad un diluvio, salvatisi per mezzo di una tartaruga seguendo un uccello fino a trovare terra..

#### Navajo
I Navajo consideravano i loro antenati una specie di insetti fuggiti dagli dei, che avevano seguito una rondine per salvarsi dal diluvio.

## Nell'arte
Il diluvio universale, data la sua grandissima capacità narrativa e simbolica, ha sempre ispirato numerosi artisti nel comporre diverse delle loro opere più significative.
Dipinti
- Diluvio universale e recessione delle acque, Paolo Uccello, 1447-1448 (Firenze, Santa Maria Novella).
- Diluvio universale, Michelangelo, 1508-1512 (Roma, Cappella Sistina).
- Diluvio universale, Hans Baldung Grien, 1525 (Bamberga, Historisches Museum).
- Diluvio universale, Antonio Carracci, 1616-1618, Parigi, Louvre

Musica
- Il diluvio universale, oratorio del 1682 di Michelangelo Falvetti.
- Il diluvio universale, opera del 1830 di Gaetano Donizetti.
- Noye's Fludde, opera per bambini del 1958 di Benjamin Britten

Cinema
- Un'impresa da Dio, diretto da Tom Shadyac, 2007
- Noah, diretto da Darren Aronofsky, 2014

### Riferimenti
1. ↑   Diluvio universale, la storia dietro il mito, su www.storicang.it, 6 marzo 2023. URL consultato il 22 agosto 2024.
2. ↑   Sulla pista dei fossili: i precursori della paleontologia, su storicang.it, National Geographic, 1º giugno 2020.
3. ↑  Mario Liverani, Oltre la Bibbia. Storia antica di Israele, Laterza, 2003, pp. 257-259, ISBN 978-88-420-9841-6.
4. ↑  Bart Ehrman, L'Antico Testamento, Carocci Editore, 2018, p. 94, ISBN 978-88-430-9350-2.
5. ↑  La Bibbia, Edizioni Paoline, 1991, p. 17, ISBN 88-215-1068-9.
6. ↑   I sopravvissuti al Diluvio Universale di Galileo Ferraresi, su acam.it. URL consultato il 17 luglio 2012 (archiviato dall'url originale il 26 dicembre 2011).
7. ↑   Il Diluvio universale 7500 anni fa invase il Mar Nero.
8. ↑   Nuova teoria sul Diluvio Universale. URL consultato il 17 luglio 2012 (archiviato dall'url originale il 23 dicembre 2010).
9. ↑  Rodney Castleden, "Atlantis Destroyed" , New York, Routledge, 2001.
10. ↑   Scott Carney, Did a comet cause the great flood?, su discovermagazine.com, Discover Magazine, 7 novembre 2007. URL consultato il 17 settembre 2010.
11. ↑  Sulle tracce del diluvio. Un'indagine sulle origini alla luce della Bibbia e della scienza di Michele Bonfiglio  Sulle tracce del diluvio.. Michele Buonfiglio. Google Libri.
12. ↑   Testo del mito di Ziusudra.
13. ↑   Testo del mito di Uta-Napishtim, su piney.com. URL consultato il 28 gennaio 2009 (archiviato dall'url originale il 18 aprile 2013).
14. ↑   Testo del mito di Xisuthrus (archiviato dall'url originale il 26 marzo 2006).
15. ↑  Aldo Bacci, "All'inizio fu il diluvio", Focus storia, aprile 2018, n. 138, pp. 86-88.
16. ↑  Enciclopedia delle religioni, Vallecchi, vol. 3, pp. 1085-1086
17. ↑   Miti e Leggende degli Andamanesi (archiviato dall'url originale il 17 settembre 2010).
18. ↑  Lewis, Mark Edward, The Flood Myths of Early China, State University of New York Press; 2006, ISBN 978-0-7914-6663-6 p.46
19. ↑  Shujing, Part 1 Tang Document, Yao Canon; traduzione in inglese di James Legges
20. ↑   Shu King, p. 28.
21. ↑  (EN) Khun Bulomrajathirat or Lord Bulomrajathirat, su seasite.niu.edu (archiviato dall'url originale il 25 febbraio 2021).
22. ↑  (EN) The Testament of Khun Borom, su angelfire.com (archiviato dall'url originale il 19 agosto 2014).
23. ↑   Miti e leggende degli aborigeni australiani - La leggenda del Grande Diluvio.
24. ↑  Reedy 1997: pagg. 83-85)
25. ↑   Le primi nazioni del Canada - Mito della Creazione dei Nativi (archiviato dall'url originale il 6 maggio 2010).
26. 1 2 3 4  Giulio Boccaletti, Acqua. Una biografia, trad. Roberto Serrai, Mondadori, 2022, p. 31 ISBN 978 88 04 74920 2